# Alfabeto tâmil
O alfabeto tâmil (em tâmil:  தமிழ் அரிச்சுவடி, transl.: tamiḻ ariccuvaṭi) é um abugida da família brâmica, do sul da Ásia, derivado da escrita pallava e desde o século XX o alfabeto mais utilizado para se escrever a língua tâmil.
Também é o alfabeto padrão utilizado para escrever as línguas kanikkaran, irula e paniya. Secundariamente também pode ser utilizado para escrever as línguas badaga, saurashtra ou mesmo o sânscrito.

## Características
A escrita tâmil tem 12 vogais (உயிரெழுத்து, uyireḻuttu, "letras da alma"), 18 consoantes (மெய்யெழுத்து, meyyeḻuttu, "letras do corpo ") e um caractere especial, o ஃ (ஆய்த எழுத்து, āytha eḻuttu). ஃ é chamado de "அக்கு", akku e não é classificado na ortografia Tâmil como sendo nem uma consoante nem uma vogal. No entanto, está listado no final do conjunto vocálico. A escrita é silábica e não alfabética. A escrita completa, portanto, consiste em 31 letras em suas formas independentes e 216 letras combinatórias adicionais, para um total de 247 (12+18+216+1) combinações (உயிர்மெய்யெழுத்து, uyirmeyyeḻuttu, "letras de alma-corpo") de uma consoante e uma vogal, uma consoante muda ou apenas uma vogal. A grande quantidade de letras torna esta escrita uma das mais complexas do mundo.
As consoantes são chamadas de letras "corpo" (mei). As consoantes são classificadas em três categorias: vallinam (consoantes fortes), mellinam (consoantes suaves, incluindo todas as nasais) e itayinam (consoantes médias). As vogais também são chamadas de letras da 'vida' (uyir) ou da 'alma'. Juntamente com as consoantes (mei, que são chamadas de letras 'corpo'), elas formam letras silábicas compostas (abugida) que são chamadas de letras 'vivas' ou 'corporificadas' (uyir mei, ou seja, letras que têm 'corpo' e 'alma').
A grande quantidade de combinações de letras torna esta escrita uma das mais complexas do mundo.